# Maria Amália da Saxónia (1757–1831)
Maria Amália da Saxónia (26 de setembro de 1757 - 20 de abril de 1831) foi uma filha de Frederico Cristiano, Eleitor da Saxônia, e da sua esposa, a princesa Maria Antónia da Baviera. Tornou-se duquesa de Zweibrücken quando se casou, em 1774 com Carlos II Augusto do Palatinado-Zweibrücken.

## Família
Maria Amália era uma dos nove filhos de Frederico Cristiano, Eleitor da Saxônia, e da princesa Maria Antónia da Baviera. Entre os seus irmãos incluia-se o rei Frederico Augusto I da Saxónia, o príncipe António da Saxónia e o príncipe-herdeiro Maximiliano da Saxónia. Através do seu irmão Maximiliano, Maria Amália era tia do rei Frederico Augusto II da Saxónia e da rainha de Espanha Maria Josefa.
Uma vez que os seus pais eram primos direitos, Maria Amália era também duplamente neta do imperador José I através das suas duas avós, as arquiduquesas Maria Josefa e Maria Amália da Áustria, que eram irmãs.
Pelo lado da mãe, era neta do imperador Carlos VII. Era também prima direita do rei Luís XVI de França, através da sua tia, a princesa Maria Josefa da Saxônia, Delfina da França.

## Casamento e Descendência
Maria Amália casou-se em 1774, com o duque Carlos de Zweibrücken-Birkenfeld, em Dresden. A irmã do seu marido, a princesa Amália, tinha-se casado com o irmão mais velho de Maria Amália, Frederico, em 1769. Carlos tornou-se duque de Zweibrücken em 1775. Antes de se casar com ela, Carlos tinha sido rejeitado amargamente em 1768 pela imperatriz Maria Teresa da Áustria quando tentou pedir a mão de uma das suas filhas, a arquiduquesa Maria Amália, em casamento. Maria Teresa considerou que Carlos não tinha estatuto suficiente para casar com a sua filha. Maria Amália foi, assim, a segunda escolha do marido.
Em 2 de março de 1776, Maria Amália deu à luz um filho. Seu nome era Carlos Augusto Federico. Com o nascimento do Príncipe Herdeiro do Palatinado-Birkenfeld-Zweibrücken, o futuro da Casa de Wittelsbach parecia garantido não apenas na área do Palatinado-Zweibrücken, porque ele também era herdeiro presuntivo dos dois eleitorados do Palatinado e da Baviera por meio de seu pai. No entanto, o príncipe herdeiro, que nasceu durante a construção do Palácio de Karlsberg, morreu em 21 de agosto de 1784 após três dias de violentas convulsões febris com a idade de apenas oito anos antes da conclusão do complexo do palácio. Ele era o único filho do casal ducal. O menino foi enterrado em 9 de setembro na cripta principesca da igreja da cidade de Zweibrücken.
Maximiliano, irmão de Carlos, herdou o título após a sua morte em 1795.

## Morte
Maria Amália morreu a 20 de abril de 1831 em Neuburg, trinta-e-seis anos depois do marido.

## Genealogia
| Maria Amália da Saxónia | Pai: Frederico Cristiano, Eleitor da Saxônia | Avô paterno: Augusto III da Polónia                       | Bisavô paterno: Augusto II da Polónia                        |
| Maria Amália da Saxónia | Pai: Frederico Cristiano, Eleitor da Saxônia | Avô paterno: Augusto III da Polónia                       | Bisavó paterna: Cristiana Everadina de Brandemburgo-Bayreuth |
| Maria Amália da Saxónia | Pai: Frederico Cristiano, Eleitor da Saxônia | Avó paterna: Maria Josefa da Áustria                      | Bisavô paterno: José I do Sacro Império Romano-Germânico     |
| Maria Amália da Saxónia | Pai: Frederico Cristiano, Eleitor da Saxônia | Avó paterna: Maria Josefa da Áustria                      | Bisavó paterna: Guilhermina Amália de Brunsvique-Luneburgo   |
| Maria Amália da Saxónia | Mãe: Maria Antónia da Baviera                | Avô materno: Carlos VII do Sacro Império Romano-Germânico | Bisavô materno: Maximiliano II Emanuel, Eleitor da Baviera   |
| Maria Amália da Saxónia | Mãe: Maria Antónia da Baviera                | Avô materno: Carlos VII do Sacro Império Romano-Germânico | Bisavó materna: Teresa Cunegunda Sobieska                    |
| Maria Amália da Saxónia | Mãe: Maria Antónia da Baviera                | Avó materna: Maria Amália da Áustria                      | Bisavô materno: José I do Sacro Império Romano-Germânico     |
| Maria Amália da Saxónia | Mãe: Maria Antónia da Baviera                | Avó materna: Maria Amália da Áustria                      | Bisavó materna: Guilhermina Amália de Brunsvique-Luneburgo   |